# Ламбуэн
Ламбуэн (нем. Lamboing) — бывшая коммуна в Швейцарии, в кантоне Берн. 
До 2009 года входила в состав округа Ла-Нёввиль, с 2010 года — в округ Бернская Юра. 1 января 2014 года объединена с коммунами Дьесс и Прель в новую коммуну Плато-де-Дьесс.
Население составляет 667 человек (на 31 декабря 2006 года). Официальный код — 0722.